# 丝路巨龙属
丝路巨龙（属名：Silutitan，意为“丝绸之路的巨人”）是中国新疆胜金口组（Shengjinkou Formation）的一属盘足龙科蜥脚类恐龙，模式种兼唯一种是中国丝路巨龙（Silutitan sinensis），2021年與哈密巨龍發表於同一論文。

## 发现与命名
正模标本IVPP V27874由带有完整神经棘的六节颈椎组成。属名取自丝绸之路，种名取自化石发现地中国。

## 分类学
王等人的系统发育分析将丝路巨龙作为盘足龙的姐妹群，当其与同时期的泰坦巨龙类哈密巨龙合并为一个分类单元时，该位置不会改变。

## 古生物学
同一论文中叙述了来自模式产地的其它动物，包括翼龙类的哈密翼龙和泰坦巨龙类的哈密巨龙。丝路巨龙、上述动物群和一种未命名的兽脚类共同代表了该地区已知的脊椎动物分类单元。